# Ključ (Bosnië en Herzegovina)
Ključ (Servisch: Кључ) is een stad en gemeente met dezelfde naam in het westen van Bosnië en Herzegovina. Het ligt in de Federatie van Bosnië en Herzegovina in het kanton Una-Sana. De naam van de stad en gemeente betekent 'sleutel'.

## Geografie
Het bevindt zich op korte afstand van Sanski Most. De rivier Sana loopt door de gemeente. Het gebied is sterk bebost.

## Bevolking
In 1910 was een grote meerderheid van de bevolking Servisch-orthodox christelijk. (66,43%)
In 1971 had de gemeente 39966 inwoners:
- Serviërs - 23.892 (59,78%)
- Bosniakken - 15.226 (38,10%)
- Kroaten - 534 (1,34%)
- Joegoslaven - 131 (0,33%)
- Overig - 183 (0,46%)

Volgens de vooroorlogse census, had de gemeente in 1991 37233 inwoners, maar voor de Bosnische Oorlog werden de tegenwoordige gemeentes Ključ en Srpski Ključ gezien als een gebied.
Volgens de census van 1991 had de gemeente 37.233 inwoners:
- 49.52% Serviërs
- 47.58% Bosniakken
- 1% Kroaten
- 1.46% Joegoslaven
- 0.54% Overig

De stad Kljuc had 10.547 inwoners:
- 50% Serviërs
- 43% Bosniakken
- 4% Joegoslaven
- 2% Kroaten
- 1% Overig

In 2003 had de gemeente Kljuc 16.020 inwoners waarvan 97% etnische Bosniakken.

## Economie
Het gebied is met de M-5 snelweg verbonden met andere delen van Bosnië.
Houthakkerij, lichte industrie en toerisme zijn de belangrijkste onderdelen van de economie in Kljuc.

## Geschiedenis
Er hebben nederzettingen in dit gebied bestaan nog voor de Romeinse tijd. De stad werd veroverd door het Ottomaanse Rijk in 1463 als het laatste Koninklijke Bosnische Fort. Gedurende de Bosnische Burgeroorlog (1992-1995), is er in het hele vroegere gebied van de gemeente Kljuc Etnische zuivering gepleegd door de Serviërs op alle niet-Servische inwoners. De Servische nationalisten hebben in dat gebied enkele honderden personen vermoord.
Tegenwoordig zijn de moorden die daar gepleegd zijn, rechtszaken in het Joegoslaviëtribunaal en van het Bosnische Gerechtshof. Na het Verdrag van Dayton is de vooroorlogse gemeente verdeeld in twee gemeenten, waarvan de ene helft tot de Federatie van Bosnië en Herzegovina hoort en de andere helft (de gemeente Srpski Kljuc) tot de Servische Republiek.

## Geboren
- Muhamed Subašić (1988), Bosnisch voetballer